# كمال ميترا
كمال ميترا هو ممثل هندي (وحمل سابقاً جنسية الراج البريطاني)، ولد في 9 ديسمبر 1912 في الهند، وتوفي بنفس المكان في 2 أغسطس 1993.

## وصلات خارجية
- كمال ميترا على موقع IMDb (الإنجليزية)
- كمال ميترا على موقع قاعدة بيانات الفيلم (الإنجليزية)
- كمال ميترا على موقع كينوبويسك (الروسية)